# Sexo e sexualidade na ficção especulativa
Temas sexuais são frequentemente utilizados em ficção científica ou gêneros relacionados. Tais elementos podem incluir representações realistas de relações sexuais em uma definição de ciência ficcional, um protagonista com uma sexualidade alternativa, ou a exploração das várias experiências sexuais que fogem do convencional.
Ficção científica e fantasia, por vezes, têm sido mais restrita do que a ficção literária em suas representações de sexualidade e de gênero. No entanto, a ficção especulativa também oferece a liberdade para imaginar sociedades diferentes das culturas da vida real, tornando-se um incisiva ferramenta para examinar preconceito sexual e forçando o leitor a reconsiderar seus pressupostos culturais. 
Antes de 1960, a sexualidade explícita de qualquer tipo, não era característica do gênero de ficção especulativa. Na década de 1960, a ficção científica e a fantasia começou a refletir as reivindicações dos movimentos do direitos civis, e o surgimento de uma contracultura. New Wave e autores de ficção científica feminista, imaginaram culturas em que uma variedade de modelos de gênero e atípicos relacionamentos sexuais são a norma, e representações de atos sexuais e sexualidades alternativas tornaram-se comuns.
Existe também a ficção científica erótica, que explora a sexualidade e a apresentação de temas que visam induzir a excitação.

## Análise crítica
Como gêneros da literatura popular, a ficção científica e a fantasia, muitas vezes, parecem ainda mais restrita do que a literatura sem-gênero por suas convenções de caracterização e os efeitos que essas convenções têm em representações de sexualidade e gênero. A ficção científica, em particular, tem sido, tradicionalmente, um gênero puritano, voltado para leitores masculinos. O sexo é muitas vezes ligados ao nojo na ficção científica e horror, e parcelas histórias com base em relações sexuais têm sido evitadas, principalmente nas narrativas de fantasia. Por outro lado, a ficção científica e a fantasia também podem oferecer mais liberdade do que a literatura sem-gênero por imaginar alternativas para o padrão de pressupostos da heterossexualidade e superioridade masculina que permeiam muitas culturas.
Na ficção especulativa, a extrapolação da realidade permite que autores não foquem na maneira que as coisas são (ou foram), como na literatura sem-gênero, mas sobre como as coisas poderiam ser diferentes. Ele fornece ficção científica de qualidade, o que Darko Suvin tem chamado de "estranhamento cognitivo": o reconhecimento de que estamos lendo não é o mundo como nós o conhecemos, mas um mundo cuja diferença obriga-nos a repensar o nosso próprio mundo com uma perspectiva de fora. Quando a extrapolação envolve a sexualidade ou gênero, ele pode forçar o leitor a reconsiderar sua heteronormativa e pressupostos culturais; a liberdade para imaginar sociedades diferentes da vida real e culturas, faz da ficção científica uma severa ferramenta para examinar viés sexual. Na ficção científica, tais características incluem tecnologias que alteram significativamente o sexo ou a reprodução. Na fantasia, tais recursos incluem figuras (por exemplo, divindades mitológicas e arquétipos heroicos) que não estão limitados pelas pré-concepções de sexualidade e de gênero, permitindo-lhes ser reinterpretados. A ficção científica também tem representado uma infinidade de métodos alien para reprodução e sexo.
Urano Worlds, por Eric Garber e Lyn Paleo, é um guia para a ficção científica da literatura com gays, lésbicas, transgêneros e temas relacionados. O livro aborda a ficção científica da literatura publicada antes de 1990 (2ª edição), proporcionando um curto período de revisão e comentários sobre cada peça.

### Temas abordados
Alguns dos temas explorados na ficção especulativa incluem:
- Sexo com aliens, máquinas e robôs.
- Reprodução tecnológica incluindo clonagem, útero artificial, partenogénese e engenharia genética.
- Igualdade sexual entre homem e mulher.
- Sociedades dominantes de homem ou mulher, incluindo mundos de um único sexo.
- Poliamor.
- Mudanças dos papéis de gênero.
- Homossexualidade e bissexualidade.
- Androginia, hermafroditismo e mudanças de sexo.
- Sexo na realidade virtual.
- Outras tecnologias avançadas para prazer sexual como teledildónicos.
- Assexualidade.
- Homem grávido.[6][7][8]
- Tabos sexuais e moralidade.
- Sexo na gravidade zero.
- Controle de natalidade e outras formas radicais de prevenção da superpopulação.
- Homossexualidade e vampiros.